# Vltava (Má vlast)

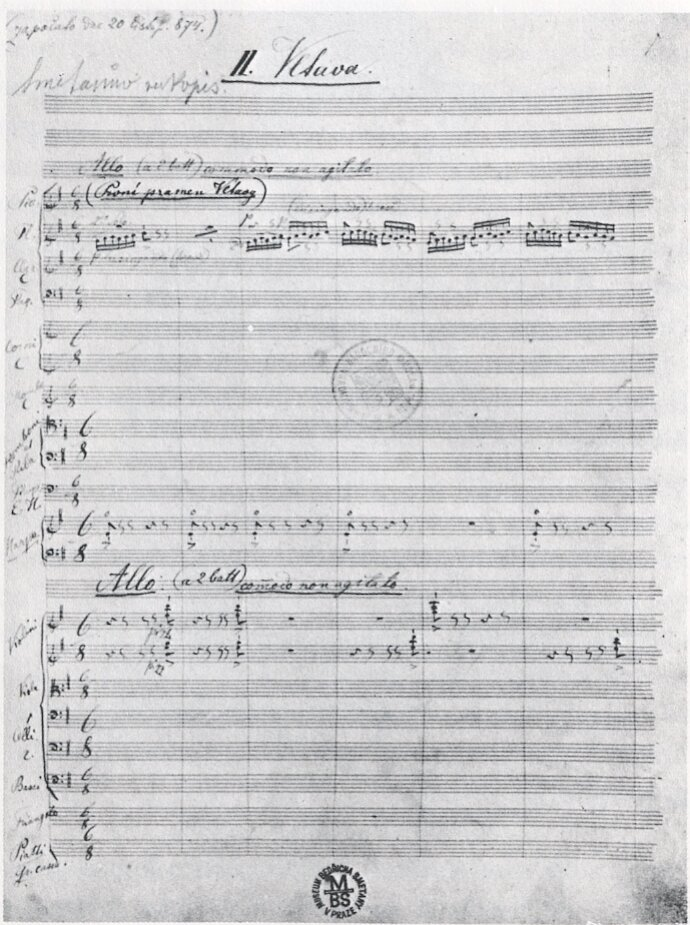
Titulní list autografu partitury Smetanovy Vltavy

Vltava je druhá symfonická báseň z cyklu Má vlast skladatele Bedřicha Smetany. Popisuje tok řeky – Vltavy. Kompozici symfonické básně provedl Smetana mezi 20. listopadem a 8. prosincem roku 1874. Premiéru měla až 4. dubna 1875.

## Části symfonické básně
1. „Prameny Vltavy“ (dvě flétny symbolizují dva prameny Vltavy, Teplou a Studenou Vltavu)
2. „Téma Vltavy“
3. „Lesní téma“ (lesní roh)
4. „Svatební scéna“ (polka – svatební lidový tanec)
5. „Noční scéna“ (tanec víl a lesních divoženek v měsíčním svitu; staré hrady)
6. „Téma Vltavy“
7. „Svatojánské proudy“
8. „Téma Vltavy“
9. „Vyšehrad“ (Praha) – motiv z Vyšehradu
10. „Vltava mizí v dálce“ (konec skladby – závěrečná tečka u soutoku s Labem v Mělníku)

## Vznik a motivy symfonické básně

### Historie vzniku a původ hudebních motivů
Často je zmiňováno, že Smetana se inspiroval zvukem pramenů řeky již v roce 1867 při svém pobytu na Sušicku, kdy přijal pozvání od Čeňka Bubeníčka, majitele Čeňkovy pily k pobytu na jeho pile. Tedy se jednalo o horní tok jiné řeky – Otavy. Ta zde na Šumavě vzniká soutokem řek Křemelná a Vydra. Teprve po sedmi letech, za úplné hluchoty, však složil Vltavu. I po roce 1867 pobýval Smetana u Vltavy. Pro jednotlivé části své po celém světě slavné symfonické básně použil různé motivy, např. také zvuku po stavbě vltavské kaskády zaniklých peřejí svatého Jana.
Ústřední motiv Smetanovy Vltavy se vyskytuje už v populární lidové písni ze šestnáctého století La Mantovana, k textem Fuggi, fuggi, fuggi da questo cielo připisovaným italskému tenoru Giuseppe Cenci, známému jako Giuseppino del Biado († 1616). Její první výtisk je v Biadově sbírce madrigal z roku 1600. Motiv se jako prvně zpracovaný pro klávesové nástroje objevuje u Giovanni Battista Ferriniho (1601–1674). Melodie, později známá jako Ballo di Mantova a Aria di Mantova, získala popularitu v renesanční Evropě, když byla uváděna ve vlámštině jako Ik zag Cecilia komen, v polštině Pod Krakowem, v rumunštině Carul cu boi, ve skotštině My mistress is prettie a ukrajinštině Kateryna Kučerjava.
O jedné z hlavních melodií se nedoloženě traduje, že je převzata z české lidové písně Kočka leze dírou, jež byla Smetanou transponována do mollové tóniny. Ve Švédsku, kde skladatel jistý čas působil, existuje názor, že se Smetana u jednoho z motivů inspiroval švédskou lidovou písní.

### Motivy převzaté do jiných skladeb
Uvádí se, že izraelskou hymnu Ha-Tikva složil Samuel Cohen pravděpodobně právě na jeden z námětů Smetanovy Vltavy.
Skladba byla rovněž použita do amerického filmu Strom života z roku 2011. Na melodii Smetanovy symfonické básně nazpíval na začátku normalizace Karel Gott píseň Vltava s textem Jiřího Štaidla. V roce 2018 zhodnotil Pavel Klusák text a přednes této písně jako „vlastenecké vyznání plné klišé jako antiteze všem, kdo svobodně opouštěli hranice totality“.